# Nieves García Vicente
Nieves García Vicente (23 de julio de 1955) es una Maestro Internacional Femenino de ajedrez española.

## Competiciones nacionales
Fue once veces campeona de España, en los años 1975, 1977, 1978, 1981, 1982, 1984, 1992, 1993, 1996, 1998 y 2003, y resultó subcampeona en seis ocasiones, en los años 1976, 1986, 1988, 1990, 2000 y 2007.

## Competiciones internacionales
Participó representando a España en las Olimpíadas de ajedrez en quince ocasiones, en los años 1974, 1976, 1978, 1980, 1982, 1984, 1986, 1988, 1990, 1992, 1994, 1996, 1998, 2000 y 2004, alcanzando en el año 1976, en Haifa, la medalla de bronce por equipos y la medalla de plata individual en el segundo tablero y en el Campeonato de Europa de ajedrez por equipos en cuatro ocasiones, en los años 1992, 1999, 2001 y 2003, alcanzando en el año 2003, en Plovdiv, la medalla de bronce individual en el tablero reserva.
Se clasificó dos veces para los torneos interzonales, clasificatorios para el Campeonato del mundo de ajedrez femenino, en el año 1979 en Alicante, acabó 9/18, y en 1982 en Tiflis acabó en 8/15.

## Libros publicados
Ha escrito el libro Enseñanzas básicas de ajedrez, editorial La casa del ajedrez, ISBN 9788492361243, año 2000.